# UEFA Champions League gruppespil 2010-11
UEFA Champions League 2010-11 gruppespil er gruppespillet i 2010-11-udgaven af UEFA Champions League.

## Seedning
| Pot 1             | Pot 1   |
| Team              | Koeff.  |
| ----------------- | ------- |
| InternazionaleFM  | 100.867 |
| FC Barcelona      | 136.951 |
| Manchester United | 125.371 |
| Chelsea           | 118.371 |
| Arsenal           | 115.371 |
| Bayern München    | 110.841 |
| Milan             | 99.867  |
| Lyon              | 96.748  |

| Pot 2            | Pot 2  |
| Team             | Koeff. |
| ---------------- | ------ |
| Werder Bremenn   | 94.841 |
| Real Madrid      | 84.951 |
| AS Roma          | 83.867 |
| Shakhtar Donetsk | 73.910 |
| Benfica          | 72.695 |
| Valencia CF      | 66.951 |
| Marseille        | 62.748 |
| Panathinaikos    | 56.979 |

| Pot 3          | Pot 3  |
| Team           | Koeff. |
| -------------- | ------ |
| Tottenhamnm    | 56.371 |
| Rangers        | 56.158 |
| Ajaxn          | 55.309 |
| Schalke 04n    | 54.841 |
| FC Baselm      | 48.675 |
| SC Bragan      | 39.659 |
| FCKm           | 34.470 |
| Spartak Moskva | 33.758 |

| Pot 4             | Pot 4  |
| Team              | Koeff. |
| ----------------- | ------ |
| Hapoel Tel-Avivm  | 27.775 |
| FC Twente         | 25.309 |
| Rubin Kazan       | 21.758 |
| AJ Auxerrenm      | 19.748 |
| CFR Cluj          | 15.898 |
| Partizan Beogradm | 13.800 |
| Žilinam           | 10.666 |
| Bursaspor         | 6.890  |

FM Forsvarende mester
m Kvalificeret gennem mesterskabsvejen 
n Kvaificieret gennem ikke-mesterskabsvejen 
- Det er ikke muligt for hold fra samme land eller pot at møde hinanden.
- Tottenham, Bursaspor, Žilina, Twente, Hapoel Tel-Aviv og Braga har alle debut i gruppespillet.

## Gruppe A
| hold              | K | V | U | T | +  | -  | MD | P  |
| ----------------- | - | - | - | - | -- | -- | -- | -- |
| Tottenham Hotspur | 6 | 3 | 2 | 1 | 18 | 11 | +7 | 11 |
| Internazionale    | 6 | 3 | 1 | 2 | 12 | 11 | +1 | 10 |
| Twente            | 6 | 1 | 3 | 2 | 9  | 11 | −2 | 6  |
| Werder Bremen     | 6 | 1 | 2 | 3 | 6  | 12 | −6 | 5  |

| 14. september 2010 20:45 |

| Twente                         | 2–2     | Internazionale             |
| ------------------------------ | ------- | -------------------------- |
| Janssen 20' · Milito 30' (sm.) | Rapport | Sneijder 13' · Eto'o 41' · |

| De Grolsch Veste, Enschede Tilskuere: 23.800 Dommer: Pedro Proença (Portugal) |

| 14. september 2010 20:45 |

| Werder Bremen           | 2–2     | Tottenham Hotspur                |
| ----------------------- | ------- | -------------------------------- |
| Almeida 43' · Marin 47' | Rapport | Pasanen 12' (sm.) · Crouch 18' · |

| Weserstadion, Bremen Tilskuere: 30.344 Dommer: Massimo Busacca (Schweiz) |

| 29. september 2010 20:45 |

| Tottenham Hotspur                                                  | 4–1     | Twente       |
| ------------------------------------------------------------------ | ------- | ------------ |
| Van der Vaart 47' · Pavlyuchenko 50' (str.), 64' (str.) · Bale 85' | Rapport | Chadli 56' · |

| White Hart Lane, London Tilskuere: 32.518 Dommer: Terje Hauge (Norge) |

| 29. september 2010 20:45 |

| Internazionale                     | 4–0     | Werder Bremen |
| ---------------------------------- | ------- | ------------- |
| Eto'o 21', 27', 81' · Sneijder 34' | Rapport |               |

| San Siro, Milano Tilskuere: 48.126 Dommer: Alberto Undiano Mallenco (Spanien) |

| 20. oktober 2010 20:45 |

| Internazionale                                     | 4–3     | Tottenham Hotspur      |
| -------------------------------------------------- | ------- | ---------------------- |
| Zanetti 2' · Eto'o 11' (str.), 35' · Stanković 14' | Rapport | Bale 52', 90', 90+1' · |

| San Siro, Milano Tilskuere: 49.551 Dommer: Damir Skomina (Slovenien) |

| 20. oktober 2010 20:45 |

| Twente      | 1–1     | Werder Bremen    |
| ----------- | ------- | ---------------- |
| Janssen 75' | Rapport | Arnautović 80' · |

| De Grolsch Veste, Enschede Tilskuere: 24.000 Dommer: Claus Bo Larsen (Danmark) |

| 2. november 2010 20:45 |

| Tottenham Hotspur                                 | 3–1     | Internazionale |
| ------------------------------------------------- | ------- | -------------- |
| Van der Vaart 18' · Crouch 61' · Pavlyuchenko 89' | Rapport | Eto'o 80' ·    |

| White Hart Lane, London Tilskuere: 34.103 Dommer: Viktor Kassai (Ungarn) |

| 2. november 2010 20:45 |

| Werder Bremen | 0–2     | Twente                     |
| ------------- | ------- | -------------------------- |
|               | Rapport | Chadli 81' · De Jong 84' · |

| Weserstadion, Bremen Tilskuere: 29.641 Dommer: Alain Hamer (Luxembourg) |

| 24. november 2010 20:45 |

| Internazionale | 1–0     | Twente |
| -------------- | ------- | ------ |
| Cambiasso 55'  | Rapport |        |

| San Siro, Milano Tilskuere: 29.466 Dommer: Stéphane Lannoy (Frankrig) |

| 24. november 2010 20:45 |

| Tottenham Hotspur                     | 3–0     | Werder Bremen |
| ------------------------------------- | ------- | ------------- |
| Kaboul 6' · Modrić 45+1' · Crouch 79' | Rapport |               |

| White Hart Lane, London Tilskuere: 33.546 Dommer: Olegário Benquerença (Portugal) |

| 7. december 2010 20:45 |

| Twente                                         | 3–3     | Tottenham Hotspur                      |
| ---------------------------------------------- | ------- | -------------------------------------- |
| Landzaat 22' (str.) · Rosales 56' · Chadli 64' | Rapport | Wisgerhof 12' (sm.) · Defoe 47', 59' · |

| De Grolsch Veste, Enschede Tilskuere: 24.000 Dommer: Carlos Velasco Carballo (Spanien) |

| 7. december 2010 20:45 |

| Werder Bremen                            | 3–0     | Internazionale |
| ---------------------------------------- | ------- | -------------- |
| Prödl 39' · Arnautović 49' · Pizarro 88' | Rapport |                |

| Weserstadion, Bremen Tilskuere: 30.400 Dommer: Cüneyt Çakır (Tyrkiet) |

## Gruppe B
| hold            | K | V | U | T | +  | -  | MD | P  |
| --------------- | - | - | - | - | -- | -- | -- | -- |
| Schalke 04      | 6 | 4 | 1 | 1 | 10 | 3  | +7 | 13 |
| Lyon            | 6 | 3 | 1 | 2 | 11 | 10 | +1 | 10 |
| Benfica         | 6 | 2 | 0 | 4 | 7  | 12 | −5 | 6  |
| Hapoel Tel Aviv | 6 | 1 | 2 | 3 | 7  | 10 | −3 | 5  |

| 14. september 2010 20:45 |

| Lyon       | 1–0     | Schalke 04 |
| ---------- | ------- | ---------- |
| Bastos 21' | Rapport |            |

| Stade de Gerland, Lyon Tilskuere: 35.552 Dommer: Ivan Bebek (Kroatien) |

| 14. september 2010 20:45 |

| Benfica                  | 2–0     | Hapoel Tel Aviv |
| ------------------------ | ------- | --------------- |
| Luisão 21' · Cardozo 68' | Rapport |                 |

| Estádio da Luz, Lissabon Tilskuere: 31.512 Dommer: Aleksei Nikolaev (Rusland) |

| 29. september 2010 20:45 |

| Hapoel Tel Aviv    | 1–3     | Lyon                                   |
| ------------------ | ------- | -------------------------------------- |
| Enyeama 79' (str.) | Rapport | Bastos 7' (str.), 36' · Pjanić 90+4' · |

| Bloomfield Stadium, Tel Aviv Tilskuere: 12.226 Dommer: Howard Webb (England) |

| 29. september 2010 20:45 |

| Schalke 04                 | 2–0     | Benfica |
| -------------------------- | ------- | ------- |
| Farfán 73' · Huntelaar 85' | Rapport |         |

| Veltins-Arena, Gelsenkirchen Tilskuere: 50.436 Dommer: Gianluca Rocchi (Italien) |

| 20. oktober 2010 20:45 |

| Schalke 04                | 3–1     | Hapoel Tel Aviv  |
| ------------------------- | ------- | ---------------- |
| Raúl 3', 58' · Jurado 68' | Rapport | Shechter 90+3' · |

| Veltins-Arena, Gelsenkirchen Tilskuere: 50.900 Dommer: William Collum (Skotland) |

| 20. oktober 2010 20:45 |

| Lyon                      | 2–0     | Benfica |
| ------------------------- | ------- | ------- |
| Briand 21' · Lisandro 51' | Rapport |         |

| Stade de Gerland, Lyon Tilskuere: 36.816 Dommer: Alberto Undiano Mallenco (Spanien) |

| 2. november 2010 20:45 |

| Hapoel Tel Aviv | 0–0     | Schalke 04 |
| --------------- | ------- | ---------- |
|                 | Rapport |            |

| Bloomfield Stadium, Tel Aviv Tilskuere: 12.132 Dommer: Frank De Bleeckere (Belgien) |

| 2. november 2010 20:45 |

| Benfica                                     | 4–3     | Lyon                                      |
| ------------------------------------------- | ------- | ----------------------------------------- |
| Kardec 20' · Coentrão 32', 67' · García 42' | Rapport | Gourcuff 74' · Gomis 85' · Lovren 90+5' · |

| Estádio da Luz, Lissabon Tilskuere: 37.394 Dommer: Craig Thomson (Skotland) |

| 24. november 2010 20:45 |

| Schalke 04                      | 3–0     | Lyon |
| ------------------------------- | ------- | ---- |
| Farfán 13' · Huntelaar 20', 89' | Rapport |      |

| Veltins-Arena, Gelsenkirchen Tilskuere: 51.132 Dommer: Nicola Rizzoli (Italien) |

| 24. november 2010 20:45 |

| Hapoel Tel Aviv                          | 3–0     | Benfica |
| ---------------------------------------- | ------- | ------- |
| Zahavi 24', 90+2' · Douglas da Silva 74' | Rapport |         |

| Bloomfield Stadium, Tel Aviv Tilskuere: 11.668 Dommer: Alain Hamer (Luxembourg) |

| 7. december 2010 20:45 |

| Lyon                         | 2–2     | Hapoel Tel Aviv          |
| ---------------------------- | ------- | ------------------------ |
| Lisandro 62' · Lacazette 88' | Rapport | Sahar 63' · Zahavi 69' · |

| Stade de Gerland, Lyon Tilskuere: 32.245 Dommer: Svein Oddvar Moen (Norge) |

| 7. december 2010 20:45 |

| Benfica    | 1–2     | Schalke 04                 |
| ---------- | ------- | -------------------------- |
| Luisão 87' | Rapport | Jurado 19' · Höwedes 81' · |

| Estádio da Luz, Lissabon Tilskuere: 23.348 Dommer: Howard Webb (England) |

## Gruppe C
| hold              | Pld | W | D | L | GF | GA | GD  | Pts |
| ----------------- | --- | - | - | - | -- | -- | --- | --- |
| Manchester United | 6   | 4 | 2 | 0 | 7  | 1  | +6  | 14  |
| Valencia          | 6   | 3 | 2 | 1 | 15 | 4  | +11 | 11  |
| Rangers           | 6   | 1 | 3 | 2 | 3  | 6  | −3  | 6   |
| Bursaspor         | 6   | 0 | 1 | 5 | 2  | 16 | −14 | 1   |

| 14. september 2010 20:45 |

| Manchester United | 0–0     | Rangers |
| ----------------- | ------- | ------- |
|                   | Rapport |         |

| Old Trafford, Manchester Tilskuere: 74.408 Dommer: Olegário Benquerença (Portugal) |

| 14. september 2010 20:45 |

| Bursaspor | 0–4     | Valencia                                              |
| --------- | ------- | ----------------------------------------------------- |
|           | Rapport | T. Costa 16' · Aduriz 41' · Pablo 68' · Soldado 76' · |

| Bursa Atatürk Stadium, Bursa Tilskuere: 22.055 Dommer: Svein Oddvar Moen (Norge) |

| 29. september 2010 20:45 |

| Valencia | 0–1     | Manchester United |
| -------- | ------- | ----------------- |
|          | Rapport | Hernández 85' ·   |

| Mestalla Stadium, Valencia Tilskuere: 34.946 Dommer: Viktor Kassai (Ungarn) |

| 29. september 2010 20:45 |

| Rangers      | 1–0     | Bursaspor |
| ------------ | ------- | --------- |
| Naismith 18' | Rapport |           |

| Ibrox Stadium, Glasgow Tilskuere: 41.905 Dommer: Serge Gumienny (Belgien) |

| 20. oktober 2010 20:45 |

| Rangers | 1–1     | Valencia        |
| ------- | ------- | --------------- |
| Edu 34' | Rapport | Edu 46' (sm.) · |

| Ibrox Stadium, Glasgow Tilskuere: 45.153 Dommer: Nicola Rizzoli (Italien) |

| 20. oktober 2010 20:45 |

| Manchester United | 1–0     | Bursaspor |
| ----------------- | ------- | --------- |
| Nani 7'           | Rapport |           |

| Old Trafford, Manchester Tilskuere: 72.610 Dommer: Gianluca Rocchi (Italien) |

| 2. november 2010 20:45 |

| Valencia                        | 3–0     | Rangers |
| ------------------------------- | ------- | ------- |
| Soldado 33', 71' · T. Costa 90' | Rapport |         |

| Mestalla Stadium, Valencia Tilskuere: 26.821 Dommer: Felix Brych (Tyskland) |

| 2. november 2010 20:45 |

| Bursaspor | 0–3     | Manchester United                       |
| --------- | ------- | --------------------------------------- |
|           | Rapport | Fletcher 48' · Obertan 73' · Bébé 77' · |

| Bursa Atatürk Stadium, Bursa Tilskuere: 19.050 Dommer: Wolfgang Stark (Tyskland) |

| 24. november 2010 20:45 |

| Rangers | 0–1     | Manchester United   |
| ------- | ------- | ------------------- |
|         | Rapport | Rooney 87' (str.) · |

| Ibrox Stadium, Glasgow Tilskuere: 49.764 Dommer: Massimo Busacca (Schweiz) |

| 24. november 2010 20:45 |

| Valencia                                                                      | 6–1     | Bursaspor     |
| ----------------------------------------------------------------------------- | ------- | ------------- |
| Mata 17' (str.) · Soldado 21', 55' · Aduriz 30' · Joaquín 37' · Domínguez 78' | Rapport | Batalla 69' · |

| Mestalla Stadium, Valencia Tilskuere: 31.225 Dommer: Bruno Paixão (Portugal) |

| 7. december 2010 20:45 |

| Manchester United | 1–1     | Valencia    |
| ----------------- | ------- | ----------- |
| Anderson 62'      | Rapport | Pablo 32' · |

| Old Trafford, Manchester Tilskuere: 74.513 Dommer: Pedro Proença (Portugal) |

| 7. december 2010 20:45 |

| Bursaspor  | 1–1     | Rangers      |
| ---------- | ------- | ------------ |
| Sercan 79' | Rapport | Miller 19' · |

| Bursa Atatürk Stadium, Bursa Tilskuere: 9.673 Dommer: Tony Chapron (Frankrig) |

## Gruppe D
| hold          | K | V | U | T | +  | -  | MD  | P  |
| ------------- | - | - | - | - | -- | -- | --- | -- |
| Barcelona     | 6 | 4 | 2 | 0 | 14 | 3  | +11 | 14 |
| København     | 6 | 3 | 1 | 2 | 7  | 5  | +2  | 10 |
| Rubin Kazan   | 6 | 1 | 3 | 2 | 2  | 4  | −2  | 6  |
| Panathinaikos | 6 | 0 | 2 | 4 | 2  | 13 | −11 | 2  |

| 14. september 2010 20:45 |

| Barcelona                                            | 5–1     | Panathinaikos |
| ---------------------------------------------------- | ------- | ------------- |
| Messi 22', 45' · Villa 33' · Pedro 78' · Alves 90+3' | Rapport | Govou 20' ·   |

| Camp Nou, Barcelona Tilskuere: 69.738 Dommer: Nicola Rizzoli (Italien) |

| 14. september 2010 20:45 |

| København  | 1–0     | Rubin Kazan |
| ---------- | ------- | ----------- |
| N'Doye 87' | Rapport |             |

| Parken, København Tilskuere: 29.561 Dommer: Thomas Einwaller (Østrig) |

| 29. september 2010 18:30 |

| Rubin Kazan      | 1–1     | Barcelona          |
| ---------------- | ------- | ------------------ |
| Noboa 30' (str.) | Rapport | Villa 60' (str.) · |

| Central Stadium, Kazan Tilskuere: 23.950 Dommer: Cüneyt Çakır (Tyrkiet) |

| 29. september 2010 20:45 |

| Panathinaikos | 0–2     | København                   |
| ------------- | ------- | --------------------------- |
|               | Rapport | N'Doye 28' · Vingaard 37' · |

| Athens Olympiske Stadion, Athen Tilskuere: 43.607 Dommer: William Collum (Skotland) |

| 20. oktober 2010 20:45 |

| Panathinaikos | 0–0     | Rubin Kazan |
| ------------- | ------- | ----------- |
|               | Rapport |             |

| Athens Olympiske Stadion, Athen Tilskuere: 36.748 Dommer: Manuel Gräfe (Tyskland) |

| 20. oktober 2010 20:45 |

| Barcelona        | 2–0     | København |
| ---------------- | ------- | --------- |
| Messi 19', 90+2' | Rapport |           |

| Camp Nou, Barcelona Tilskuere: 75.852 Dommer: Stéphane Lannoy (Frankrig) |

| 2. november 2010 18:30 |

| Rubin Kazan | 0–0     | Panathinaikos |
| ----------- | ------- | ------------- |
|             | Rapport |               |

| Central Stadium, Kazan Tilskuere: 16.400 Dommer: Tony Chapron (Frankrig) |

| 2. november 2010 20:45 |

| København     | 1–1     | Barcelona   |
| ------------- | ------- | ----------- |
| Claudemir 32' | Rapport | Messi 31' · |

| Parken, København Tilskuere: 37.049 Dommer: Cristian Balaj (Rumænien) |

| 24. november 2010 18:30 |

| Rubin Kazan        | 1–0     | København |
| ------------------ | ------- | --------- |
| Noboa 45+2' (str.) | Rapport |           |

| Central Stadium, Kazan Tilskuere: 18.720 Dommer: Martin Atkinson (England) |

| 24. november 2010 20:45 |

| Panathinaikos | 0–3     | Barcelona                    |
| ------------- | ------- | ---------------------------- |
|               | Rapport | Pedro 27', 69' · Messi 62' · |

| Athens Olympiske Stadion, Athen Tilskuere: 58.466 Dommer: Gianluca Rocchi (Italien) |

| 7. december 2010 20:45 |

| Barcelona                | 2–0     | Rubin Kazan |
| ------------------------ | ------- | ----------- |
| Fontàs 51' · Vázquez 83' | Rapport |             |

| Camp Nou, Barcelona Tilskuere: 50.436 Dommer: Jonas Eriksson (Sverige) |

| 7. december 2010 20:45 |

| København                                            | 3–1     | Panathinaikos |
| ---------------------------------------------------- | ------- | ------------- |
| Vingaard 26' · Grønkjær 50' (str.) · Cissé 73' (sm.) | Rapport | Kanté 90+2' · |

| Parken, København Tilskuere: 36.797 Dommer: Florian Meyer (Tyskland) |

## Gruppe E
| hold           | K | V | U | T | +  | -  | MD  | P  |
| -------------- | - | - | - | - | -- | -- | --- | -- |
| Bayern München | 6 | 5 | 0 | 1 | 16 | 6  | +10 | 15 |
| Roma           | 6 | 3 | 1 | 2 | 10 | 11 | −1  | 10 |
| Basel          | 6 | 2 | 0 | 4 | 8  | 11 | −3  | 6  |
| CFR Cluj       | 6 | 1 | 1 | 4 | 6  | 12 | −6  | 4  |

| 15. september 2010 20:45 |

| Bayern München         | 2–0     | Roma |
| ---------------------- | ------- | ---- |
| Müller 79' · Klose 83' | Rapport |      |

| Allianz Arena, München Tilskuere: 66.000 Dommer: Stéphane Lannoy (Frankrig) |

| 15. september 2010 20:45 |

| CFR Cluj             | 2–1     | Basel           |
| -------------------- | ------- | --------------- |
| Rada 9' · Traoré 12' | Rapport | Stocker 45+2' · |

| Stadionul Dr. Constantin Rădulescu, Cluj-Napoca Tilskuere: 9.593 Dommer: Alan Kelly (Irland) |

| 28. september 2010 20:45 |

| Basel    | 1–2     | Bayern München                   |
| -------- | ------- | -------------------------------- |
| Frei 18' | Rapport | Schweinsteiger 56' (str.), 89' · |

| St. Jakob-Park, Basel Tilskuere: 37.500 Dommer: Craig Thomson (Skotland) |

| 28. september 2010 20:45 |

| Roma                      | 2–1     | CFR Cluj   |
| ------------------------- | ------- | ---------- |
| Mexès 69' · Borriello 71' | Rapport | Rada 78' · |

| Stadio Olimpico, Rom Tilskuere: 30.252 Dommer: Jonas Eriksson (Sverige) |

| 19. oktober 2010 20:45 |

| Roma          | 1–3     | Basel                                  |
| ------------- | ------- | -------------------------------------- |
| Borriello 21' | Rapport | Frei 12' · Inkoom 44' · Cabral 90+3' · |

| Stadio Olimpico, Rom Tilskuere: 22.365 Dommer: Aleksei Nikolaev (Rusland) |

| 19. oktober 2010 20:45 |

| Bayern München                               | 3–2     | CFR Cluj               |
| -------------------------------------------- | ------- | ---------------------- |
| Cadú 32' (sm.) · Panin 37' (sm.) · Gómez 77' | Rapport | Cadú 28' · Culio 86' · |

| Allianz Arena, München Tilskuere: 64.000 Dommer: Martin Atkinson (England) |

| 3. november 2010 20:45 |

| Basel                  | 2–3     | Roma                                       |
| ---------------------- | ------- | ------------------------------------------ |
| Frei 69' · Shaqiri 83' | Rapport | Ménez 16' · Totti 26' (str.) · Greco 76' · |

| St. Jakob-Park, Basel Tilskuere: 36.375 Dommer: Björn Kuipers (Holland) |

| 3. november 2010 20:45 |

| CFR Cluj | 0–4     | Bayern München                     |
| -------- | ------- | ---------------------------------- |
|          | Rapport | Gómez 12', 24', 71' · Müller 90' · |

| Stadionul Dr. Constantin Rădulescu, Cluj-Napoca Tilskuere: 14.097 Dommer: Serge Gumienny (Belgien) |

| 23. november 2010 20:45 |

| Roma                                            | 3–2     | Bayern München   |
| ----------------------------------------------- | ------- | ---------------- |
| Borriello 49' · De Rossi 81' · Totti 84' (str.) | Rapport | Gómez 33', 39' · |

| Stadio Olimpico, Rom Tilskuere: 42.789 Dommer: Alberto Undiano Mallenco (Spanien) |

| 23. november 2010 20:45 |

| Basel         | 1–0     | CFR Cluj |
| ------------- | ------- | -------- |
| Almerares 15' | Rapport |          |

| St. Jakob-Park, Basel Tilskuere: 34.239 Dommer: Laurent Duhamel (Frankrig) |

| 8. december 2010 20:45 |

| Bayern München                   | 3–0     | Basel |
| -------------------------------- | ------- | ----- |
| Ribéry 35', 50' · Tymoshchuk 37' | Rapport |       |

| Allianz Arena, München Tilskuere: 64.000 Dommer: Martin Hansson (Sverige) |

| 8. december 2010 20:45 |

| CFR Cluj   | 1–1     | Roma            |
| ---------- | ------- | --------------- |
| Traoré 88' | Rapport | Borriello 21' · |

| Stadionul Dr. Constantin Rădulescu, Cluj-Napoca Tilskuere: 12.800 Dommer: William Collum (Skotland) |

## Gruppe F
| hold           | K | V | U | T | +  | -  | MD  | P  |
| -------------- | - | - | - | - | -- | -- | --- | -- |
| Chelsea        | 6 | 5 | 0 | 1 | 14 | 4  | +10 | 15 |
| Marseille      | 6 | 4 | 0 | 2 | 12 | 3  | +9  | 12 |
| Spartak Moskva | 6 | 3 | 0 | 3 | 7  | 10 | −3  | 9  |
| Žilina         | 6 | 0 | 0 | 6 | 3  | 19 | −16 | 0  |

| 15. september 2010 20:45 |

| Marseille | 0–1     | Spartak Moskva          |
| --------- | ------- | ----------------------- |
|           | Rapport | Azpilicueta 81' (sm.) · |

| Stade Vélodrome, Marseille Tilskuere: 45.729 Dommer: Florian Meyer (Tyskland) |

| 15. september 2010 20:45 |

| Žilina     | 1–4     | Chelsea                                        |
| ---------- | ------- | ---------------------------------------------- |
| Oravec 55' | Rapport | Essien 13' · Anelka 24', 28' · Sturridge 48' · |

| Štadión pod Dubňom, Žilina Tilskuere: 10.829 Dommer: Björn Kuipers (Holland) |

| 28. september 2010 18:30 |

| Spartak Moskva           | 3–0     | Žilina |
| ------------------------ | ------- | ------ |
| Ari 34', 61' · Ibson 89' | Rapport |        |

| Luzjniki Stadion, Moskva Tilskuere: 37.000 Dommer: Martin Hansson (Sverige) |

| 28. september 2010 20:45 |

| Chelsea                      | 2–0     | Marseille |
| ---------------------------- | ------- | --------- |
| Terry 7' · Anelka 28' (str.) | Rapport |           |

| Stamford Bridge, London Tilskuere: 40.675 Dommer: Frank De Bleeckere (Belgien) |

| 19. oktober 2010 18:30 |

| Spartak Moskva | 0–2     | Chelsea                    |
| -------------- | ------- | -------------------------- |
|                | Rapport | Zhirkov 23' · Anelka 43' · |

| Luzjniki Stadion, Moskva Tilskuere: 70.012 Dommer: Carlos Velasco Carballo (Spanien) |

| 19. oktober 2010 20:45 |

| Marseille   | 1–0     | Žilina |
| ----------- | ------- | ------ |
| Diawara 48' | Rapport |        |

| Stade Vélodrome, Marseille Tilskuere: 49.250 Dommer: István Vad (Ungarn) |

| 3. november 2010 20:45 |

| Chelsea                                              | 4–1     | Spartak Moskva |
| ---------------------------------------------------- | ------- | -------------- |
| Anelka 49' · Drogba 62' (str.) · Ivanović 66', 90+2' | Rapport | Bazhenov 86' · |

| Stamford Bridge, London Tilskuere: 40.477 Dommer: Cüneyt Çakır (Tyrkiet) |

| 3. november 2010 20:45 |

| Žilina | 0–7     | Marseille                                                       |
| ------ | ------- | --------------------------------------------------------------- |
|        | Rapport | Gignac 12', 21', 54' · Heinze 24' · Rémy 36' · Lucho 52', 63' · |

| Štadión pod Dubňom, Žilina Tilskuere: 9.664 Dommer: Stefan Johannesson (Sverige) |

| 23. november 2010 18:30 |

| Spartak Moskva | 0–3     | Marseille                               |
| -------------- | ------- | --------------------------------------- |
|                | Rapport | Valbuena 18' · Rémy 54' · Brandão 68' · |

| Luzjniki Stadion, Moskva Tilskuere: 43.217 Dommer: Wolfgang Stark (Tyskland) |

| 23. november 2010 20:45 |

| Chelsea                     | 2–1     | Žilina      |
| --------------------------- | ------- | ----------- |
| Sturridge 51' · Malouda 86' | Rapport | Bello 19' · |

| Stamford Bridge, London Tilskuere: 40.266 Dommer: Robert Schörgenhofer (Østrig) |

| 8. december 2010 20:45 |

| Marseille   | 1–0     | Chelsea |
| ----------- | ------- | ------- |
| Brandão 81' | Rapport |         |

| Stade Vélodrome, Marseille Tilskuere: 50.604 Dommer: Vladislav Bezborodov (Rusland) |

| 8. december 2010 20:45 |

| Žilina     | 1–2     | Spartak Moskva         |
| ---------- | ------- | ---------------------- |
| Majtán 48' | Rapport | Alex 54' · Ibson 61' · |

| Štadión pod Dubňom, Žilina Tilskuere: 7.208 Dommer: Kevin Blom (Holland) |

## Gruppe G
| hold        | K | V | U | T | +  | -  | MD  | P  |
| ----------- | - | - | - | - | -- | -- | --- | -- |
| Real Madrid | 6 | 5 | 1 | 0 | 15 | 2  | +13 | 16 |
| Milan       | 6 | 2 | 2 | 2 | 7  | 7  | 0   | 8  |
| Ajax        | 6 | 2 | 1 | 3 | 6  | 10 | −4  | 7  |
| Auxerre     | 6 | 1 | 0 | 5 | 3  | 12 | −9  | 3  |

| 15. september 2010 20:45 |

| Real Madrid                   | 2–0     | Ajax |
| ----------------------------- | ------- | ---- |
| Anita 31' (sm.) · Higuaín 73' | Rapport |      |

| Santiago Bernabéu Stadium, Madrid Tilskuere: 69.639 Dommer: Damir Skomina (Slovenien) |

| 15. september 2010 20:45 |

| Milan                | 2–0     | Auxerre |
| -------------------- | ------- | ------- |
| Ibrahimović 66', 69' | Rapport |         |

| San Siro, Milano Tilskuere: 69.317 Dommer: Cristian Balaj (Rumænien) |

| 28. september 2010 20:45 |

| Auxerre | 0–1     | Real Madrid    |
| ------- | ------- | -------------- |
|         | Rapport | Di María 81' · |

| Stade de l'Abbé-Deschamps, Auxerre Tilskuere: 19.525 Dommer: Claus Bo Larsen (Danmark) |

| 28. september 2010 20:45 |

| Ajax            | 1–1     | Milan             |
| --------------- | ------- | ----------------- |
| El Hamdaoui 23' | Rapport | Ibrahimović 37' · |

| Amsterdam Arena, Amsterdam Tilskuere: 51.276 Dommer: Felix Brych (Tyskland) |

| 19. oktober 2010 20:45 |

| Ajax                     | 2–1     | Auxerre     |
| ------------------------ | ------- | ----------- |
| De Zeeuw 7' · Suárez 41' | Rapport | Birsa 56' · |

| Amsterdam Arena, Amsterdam Tilskuere: 51.383 Dommer: Olegário Benquerença (Portugal) |

| 19. oktober 2010 20:45 |

| Real Madrid            | 2–0     | Milan |
| ---------------------- | ------- | ----- |
| Ronaldo 13' · Özil 14' | Rapport |       |

| Santiago Bernabéu Stadium, Madrid Tilskuere: 71.657 Dommer: Pedro Proença (Portugal) |

| 3. november 2010 20:45 |

| Auxerre                     | 2–1     | Ajax               |
| --------------------------- | ------- | ------------------ |
| Sammaritano 9' · Langil 84' | Rapport | Alderweireld 79' · |

| Stade de l'Abbé-Deschamps, Auxerre Tilskuere: 18.727 Dommer: Mark Clattenburg (England) |

| 3. november 2010 20:45 |

| Milan            | 2–2     | Real Madrid                |
| ---------------- | ------- | -------------------------- |
| Inzaghi 68', 78' | Rapport | Higuaín 45' · León 90+4' · |

| San Siro, Milano Tilskuere: 76.357 Dommer: Howard Webb (England) |

| 23. november 2010 20:45 |

| Ajax | 0–4     | Real Madrid                                           |
| ---- | ------- | ----------------------------------------------------- |
|      | Rapport | Benzema 36' · Arbeloa 44' · Ronaldo 70', 81' (str.) · |

| Amsterdam Arena, Amsterdam Tilskuere: 48.491 Dommer: Craig Thomson (Skotland) |

| 23. november 2010 20:45 |

| Auxerre | 0–2     | Milan                                |
| ------- | ------- | ------------------------------------ |
|         | Rapport | Ibrahimović 64' · Ronaldinho 90+1' · |

| Stade de l'Abbé-Deschamps, Auxerre Tilskuere: 19.244 Dommer: Damir Skomina (Slovenien) |

| 8. december 2010 20:45 |

| Real Madrid                         | 4–0     | Auxerre |
| ----------------------------------- | ------- | ------- |
| Benzema 12', 72', 88' · Ronaldo 49' | Rapport |         |

| Santiago Bernabéu Stadium, Madrid Tilskuere: 54.917 Dommer: Serge Gumienny (Belgien) |

| 8. december 2010 20:45 |

| Milan | 0–2     | Ajax                              |
| ----- | ------- | --------------------------------- |
|       | Rapport | De Zeeuw 57' · Alderweireld 66' · |

| San Siro, Milano Tilskuere: 72.960 Dommer: Claus Bo Larsen (Danmark) |

## Gruppe H
| hold             | K | V | U | T | +  | -  | MD  | P  |
| ---------------- | - | - | - | - | -- | -- | --- | -- |
| Shakhtar Donetsk | 6 | 5 | 0 | 1 | 12 | 6  | +6  | 15 |
| Arsenal          | 6 | 4 | 0 | 2 | 18 | 7  | +11 | 12 |
| Braga            | 6 | 3 | 0 | 3 | 5  | 11 | −6  | 9  |
| Partizan         | 6 | 0 | 0 | 6 | 2  | 13 | −11 | 0  |

| 15. september 2010 20:45 |

| Arsenal                                                              | 6–0     | Braga |
| -------------------------------------------------------------------- | ------- | ----- |
| Fàbregas 9' (str.), 53' · Arshavin 30' · Chamakh 34' · Vela 69', 84' | Rapport |       |

| Emirates Stadium, London Tilskuere: 59.333 Dommer: Alain Hamer (Luxembourg) |

| 15. september 2010 20:45 |

| Shakhtar Donetsk | 1–0     | Partizan |
| ---------------- | ------- | -------- |
| Srna 71'         | Rapport |          |

| Donbass Arena, Donetsk Tilskuere: 48.512 Dommer: Carlos Velasco Carballo (Spanien) |

| 28. september 2010 20:45 |

| Partizan        | 1–3     | Arsenal                                      |
| --------------- | ------- | -------------------------------------------- |
| Cléo 33' (str.) | Rapport | Arshavin 15' · Chamakh 71' · Squillaci 82' · |

| Partizan Stadium, Belgrade Tilskuere: 29.348 Dommer: Wolfgang Stark (Tyskland) |

| 28. september 2010 20:45 |

| Braga | 0–3     | Shakhtar Donetsk                                     |
| ----- | ------- | ---------------------------------------------------- |
|       | Rapport | Luiz Adriano 56', 72' · Douglas Costa 90+2' (str.) · |

| Estádio Municipal de Braga, Braga Tilskuere: 12.083 Dommer: Kevin Blom (Holland) |

| 19. oktober 2010 20:45 |

| Braga                  | 2–0     | Partizan |
| ---------------------- | ------- | -------- |
| Lima 35' · Matheus 90' | Rapport |          |

| Estádio Municipal de Braga, Braga Tilskuere: 11.454 Dommer: Laurent Duhamel (Frankrig) |

| 19. oktober 2010 20:45 |

| Arsenal                                                                 | 5–1     | Shakhtar Donetsk |
| ----------------------------------------------------------------------- | ------- | ---------------- |
| Song 19' · Nasri 42' · Fàbregas 60' (str.) · Wilshere 66' · Chamakh 69' | Rapport | Eduardo 82' ·    |

| Emirates Stadium, London Tilskuere: 60.016 Dommer: Svein Oddvar Moen (Norge) |

| 3. november 2010 20:45 |

| Partizan | 0–1     | Braga        |
| -------- | ------- | ------------ |
|          | Rapport | Moisés 35' · |

| Partizan Stadium, Belgrade Tilskuere: 28.295 Dommer: Martin Hansson (Sverige) |

| 3. november 2010 20:45 |

| Shakhtar Donetsk              | 2–1     | Arsenal       |
| ----------------------------- | ------- | ------------- |
| Chygrynskiy 28' · Eduardo 45' | Rapport | Walcott 10' · |

| Donbass Arena, Donetsk Tilskuere: 51.153 Dommer: Massimo Busacca (Schweiz) |

| 23. november 2010 20:45 |

| Braga              | 2–0     | Arsenal |
| ------------------ | ------- | ------- |
| Matheus 83', 90+3' | Rapport |         |

| Estádio Municipal de Braga, Braga Tilskuere: 14.809 Dommer: Viktor Kassai (Ungarn) |

| 23. november 2010 20:45 |

| Partizan | 0–3     | Shakhtar Donetsk                            |
| -------- | ------- | ------------------------------------------- |
|          | Rapport | Stepanenko 52' · Jádson 59' · Eduardo 68' · |

| Partizan Stadium, Belgrade Tilskuere: 17.473 Dommer: Frank De Bleeckere (Belgien) |

| 8. december 2010 20:45 |

| Arsenal                                         | 3–1     | Partizan   |
| ----------------------------------------------- | ------- | ---------- |
| Van Persie 30' (str.) · Walcott 73' · Nasri 77' | Rapport | Cléo 52' · |

| Emirates Stadium, London Tilskuere: 58.845 Dommer: Paolo Tagliavento (Italien) |

| 8. december 2010 20:45 |

| Shakhtar Donetsk           | 2–0     | Braga |
| -------------------------- | ------- | ----- |
| Raţ 78' · Luiz Adriano 83' | Rapport |       |

| Donbass Arena, Donetsk Tilskuere: 47.627 Dommer: Felix Brych (Tyskland) |